# Stab (Einheit)
Stab war ein Längenmaß in Frankreich und der Schweiz. Das Maß war ein Ellenmaß. In Frankfurt am Main wurden mit diesem Maß nur französische Schnittwaren gemessen. Der ganze Stab oder die Doppelelle, auch Aune oder Pariser Aune bezeichnet, war das Längenmaß in der Schweiz und Frankreich. Eine Maßänderung fand um 1812 statt.
- 1 Frankfurter Stab = 524 Pariser Linien = 1,182 Meter (andere Quelle = 526 5/6 Pariser Linien[1])
- Berlin 1 Stab = 13/4 Elle
- Kanton St. Gallen 1 Stab = 526 7/8 Pariser Linien = 1,188 Meter
- Kanton Neuchatel 1 Stab, ganzer = 246,27 Pariser Linien = 555 Millimeter (Doppelelle)
- Neuchatel 1 Stab, halber = 292,4 Pariser Linien = 659 Millimeter
- Kanton Wallis 1 Stab, halber = 270,72 Pariser Linien = 609 Millimeter
- Kanton Wallis 1 Stab, ganzer = 541,5 Pariser Linien = 1 11/50 Meter
- Kanton Waadt 1 Stab, ganzer = 2 halbe Aunes = 532 Pariser Linien = 1 1/5 Meter
- Tirol Bergwerksmaß 1 Stab = 395 Pariser Linien = 0,9 Meter

Nach der Norddeutschen Maß- und Gewichtsordnung war der Stab ferner eine Alternativbezeichnung des Meters.